# Antiblemma
Antiblemma é um gênero de traça pertencente à família Arctiidae.